# Ulrich Hübner
Ulrich Hübner (n. el 17 de junio de 1872 en Berlín; † 29 de abril de 1932 en Neubabelsberg) fue un pintor impresionista alemán.

## Vida
Hübner provenía de una familia de artistas y científicos. Su padre fue el filólogo clásico Emil Hübner, hijo del pintor y galerista Julius Hübner y su esposa Pauline, hermana del pintor Eduard Bendemann. Hübner recibió su formación académica a partir de 1892, inicialmente en Karlsruhe con Robert Poetzelberger, Gustav Schönleber y Carlos Grethe. Luego regresó a Berlín y continuó sus estudios en la escuela de pintura privada de Conrad Fehr. En 1899, Hübner se convirtió en miembro de la Secesión de Berlín y fue miembro de su junta en 1906 y 1907. Ya en 1905 fue uno de los primeros ganadores del premio Villa Romana. En el mismo año fue premiado en un concurso de diseños publicitarios para publicidad conjunta de los empresarios Ludwig Stollwerck y Otto Henkell. Otros premiados fueron los artistas Julius Diez, Eugen Kirchner, Friedrich Stahl, Albert Klingner, Ludwig Hohlwein, Fritz Klee, Bernhard Halbreiter, Elly Hirsch, Anton Kerschbaumer, Johann Baptist Maier, Georg v. Kürthy, Fritz Helmuth Ehmcke, Paul Leuteritz, Otto Kleinschmidt, Anton Hoffmann, Otto Ludwig Naegele, Peter Würth, Ernst Oppler, A. Altschul, Ant. José Pepins y August Geigenberger. Pintó en Berlín, en Havelland y en los veranos en Hamburgo, Lübeck, Warnemünde y Travemünde (donde tuvo su residencia principal entre 1909 y 1912), sobre todo muchos cuadros portuarios.
Algunas de sus obras son propiedad de la Behnhaus de Lübeck. Su hermano, Heinrich Hübner, también estuvo activo como pintor. Ambos eran miembros de la Deutscher Künstlerbund. 

## Obras

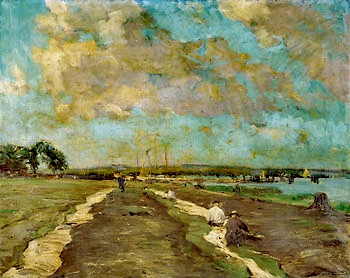
Reparador de redes cerca de Travemünde (1905)
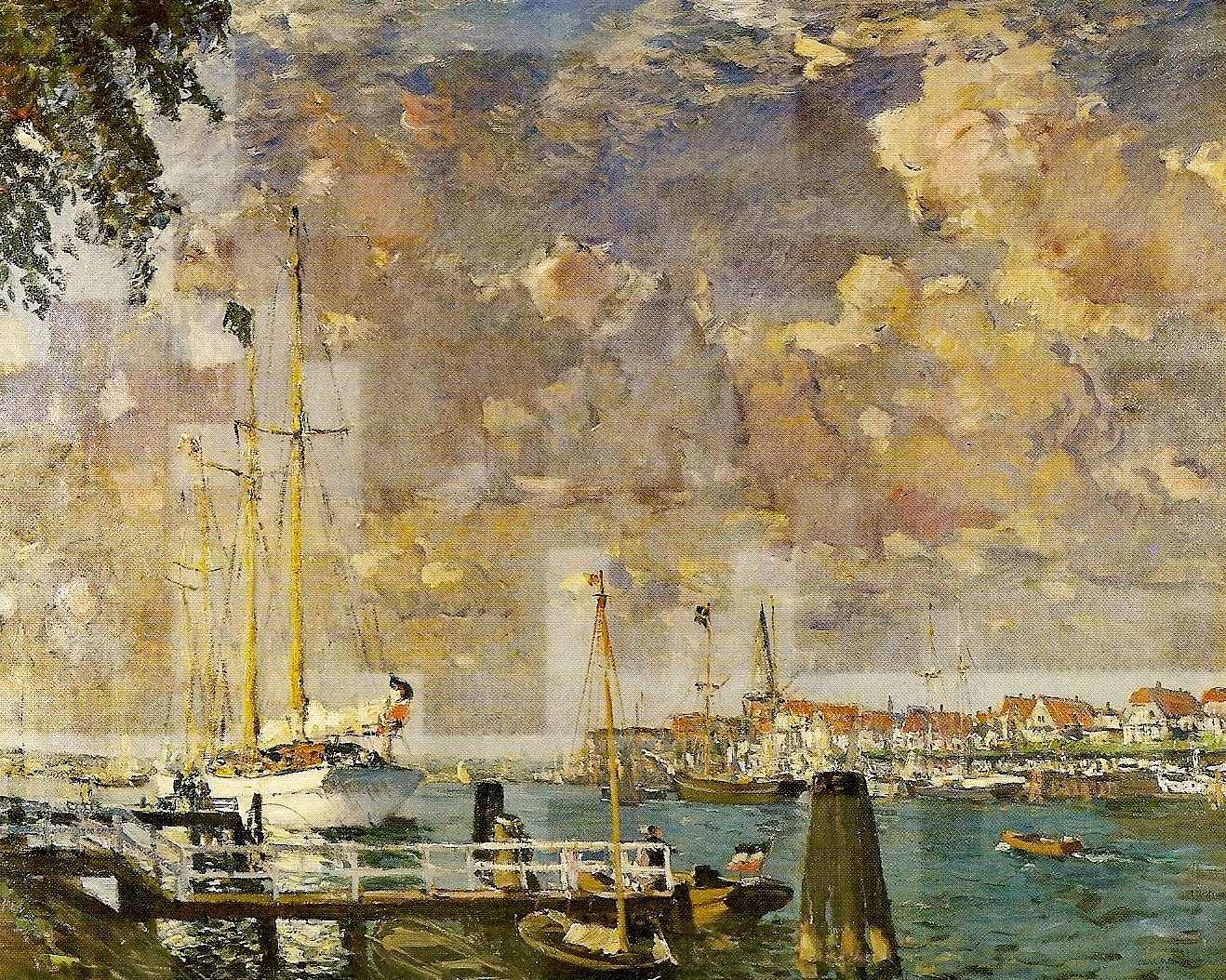
Meteorito IV en Travemuende (1910)
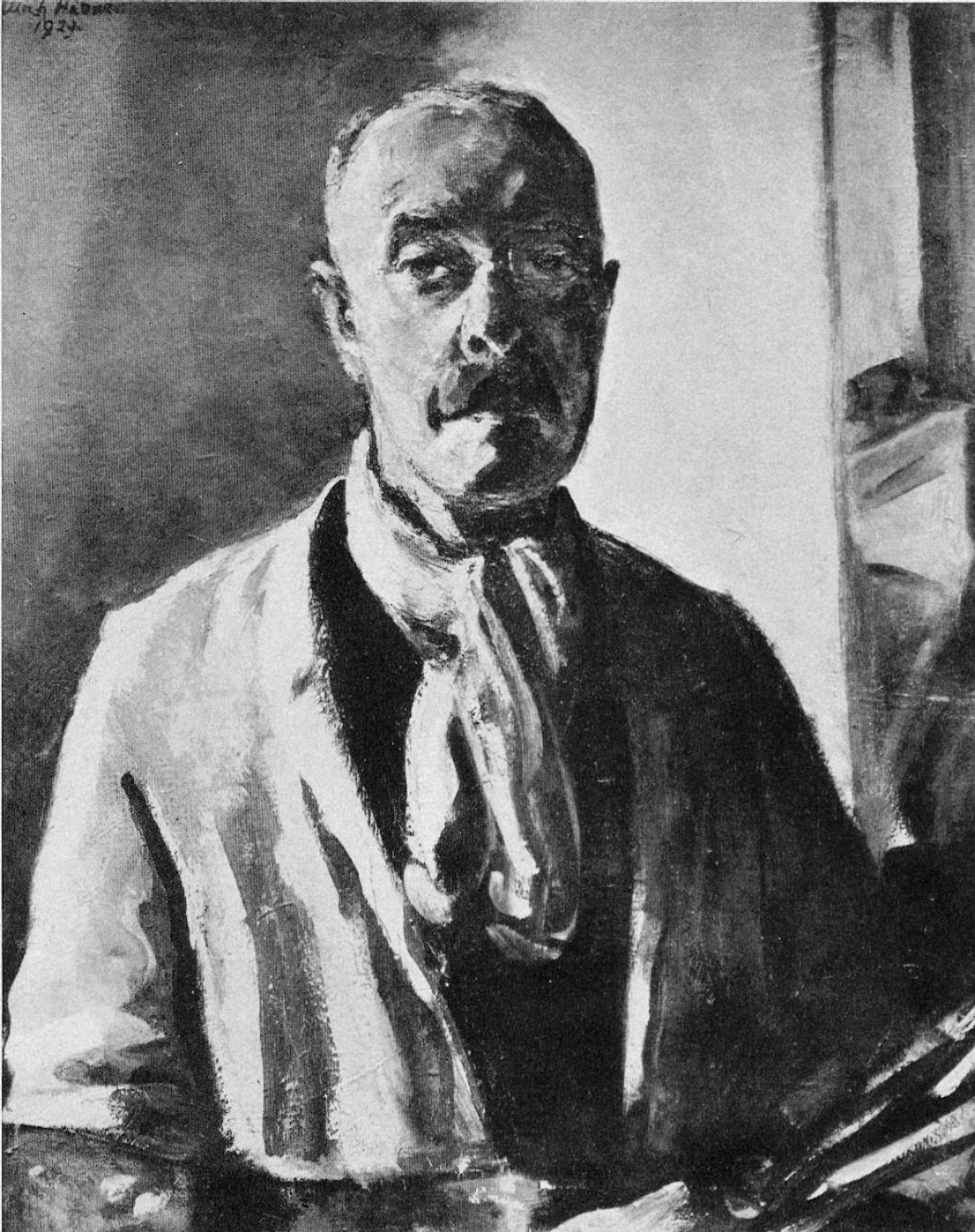
Autorretrato (1929)
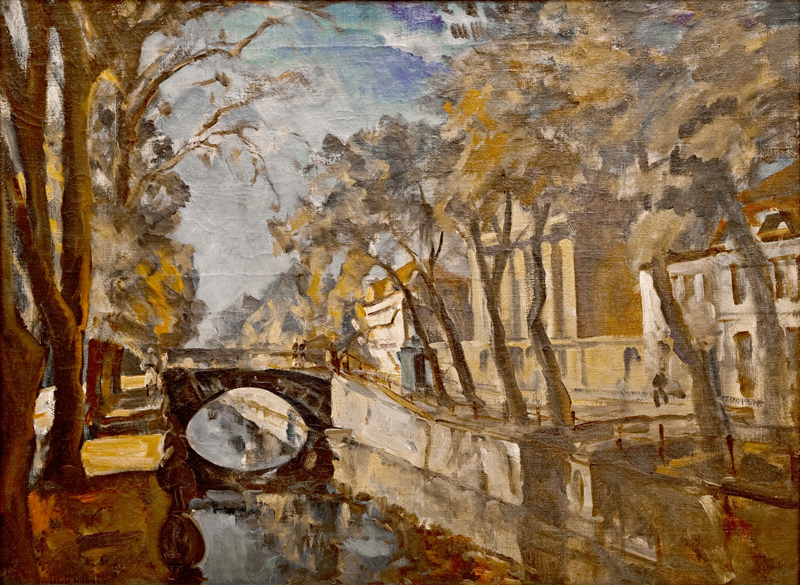
Ulrich Hübner - Stadtkanal Potsdam
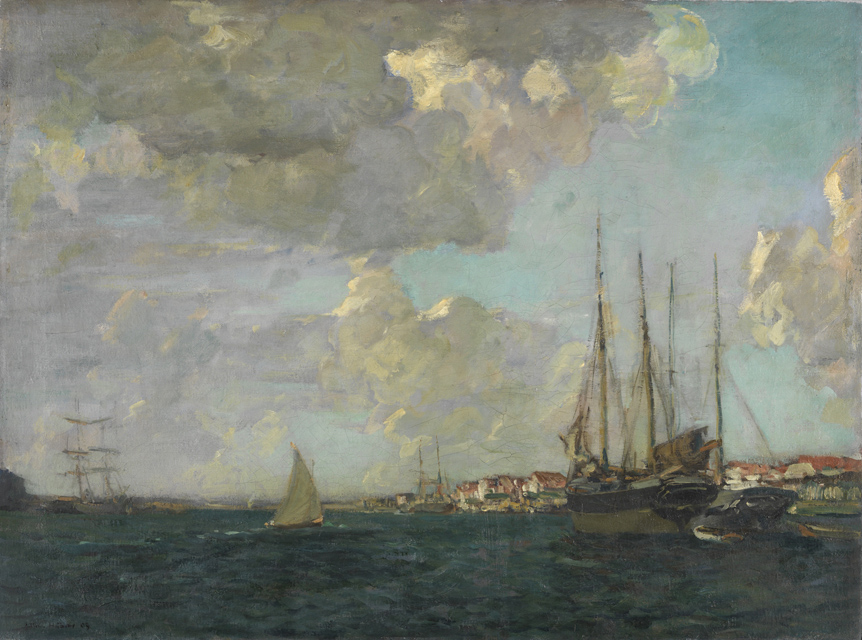
Ulrich Hübner - Sommertag - 1130 - Staatliche Kunsthalle Karlsruhe.
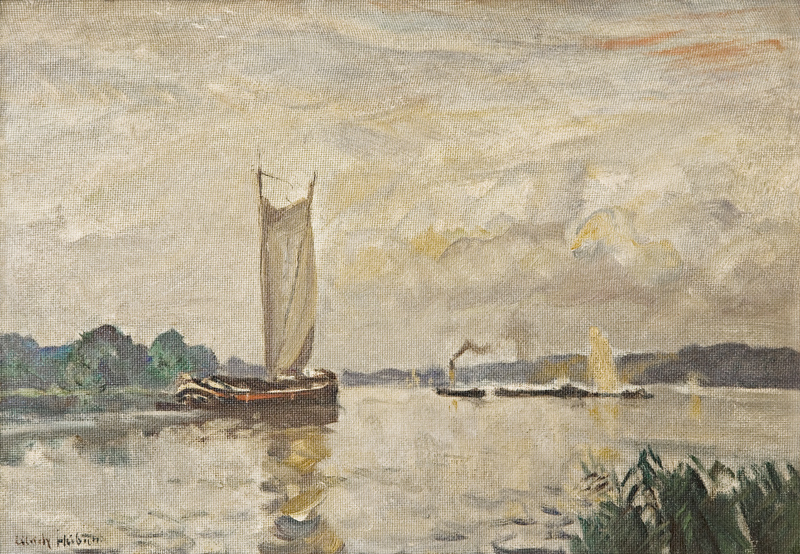
Ulrich Hübner - Segelkutter
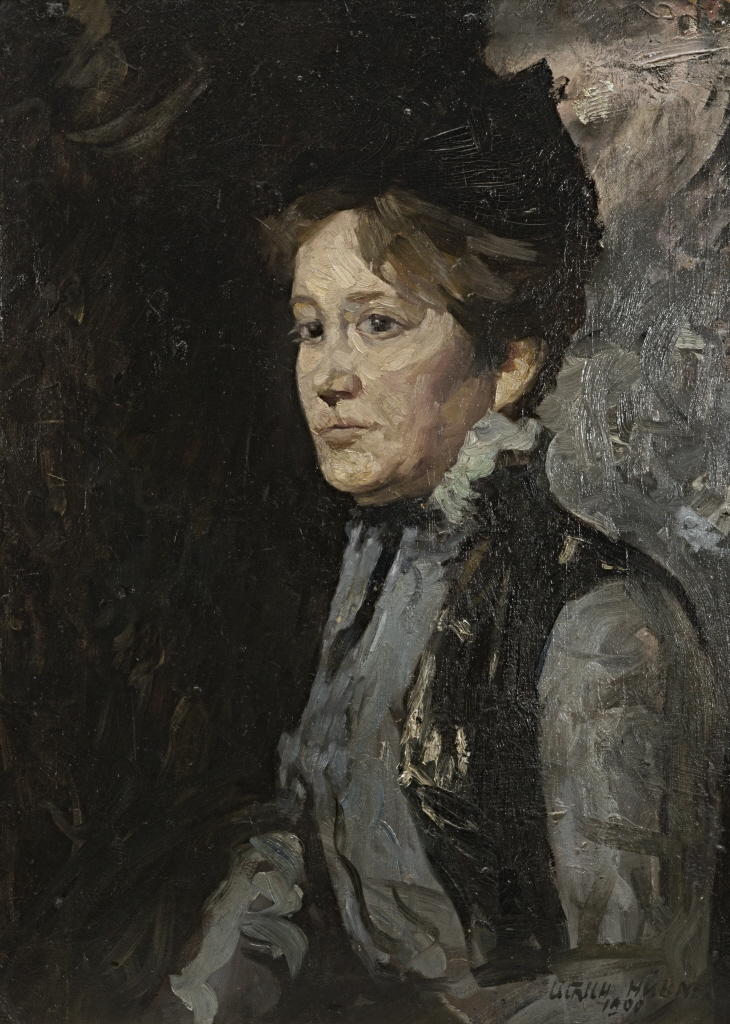
Ulrich Hübner - Mutter. Küstenlandschaft (verso) - BG-M 12111-14 - Berlinische Galerie
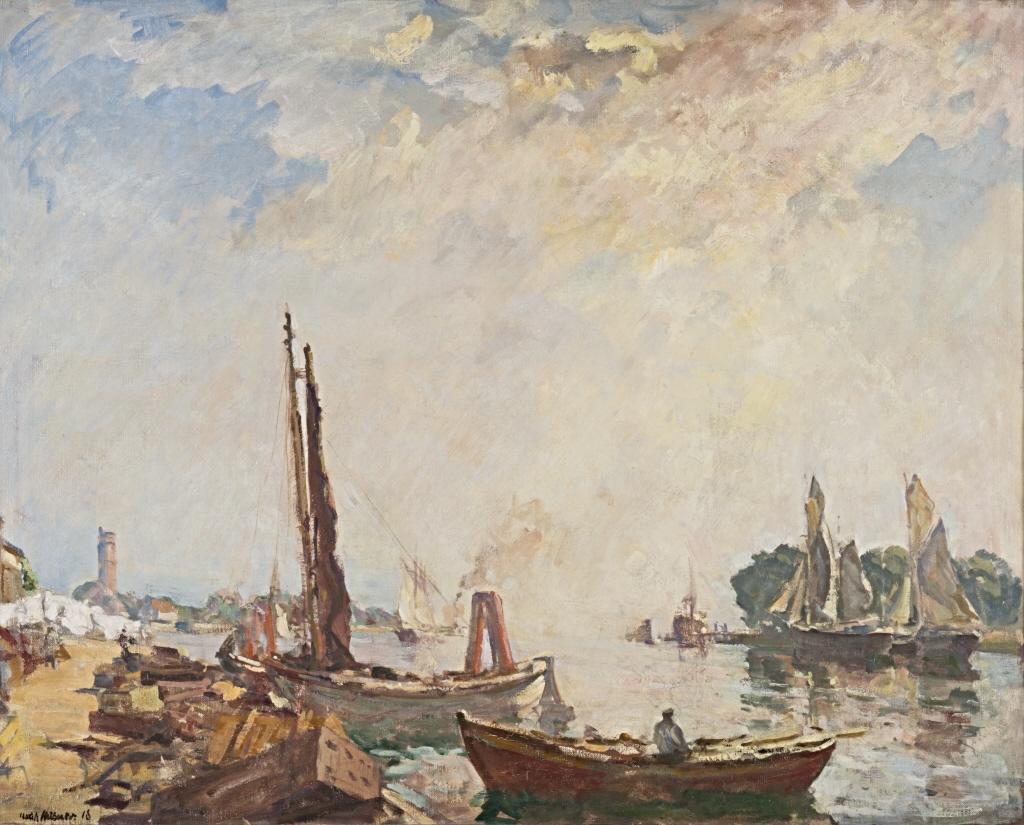
Ulrich Hübner - Sommertag in Travemünde - BG-M 12124-14 - Berlinische Galerie
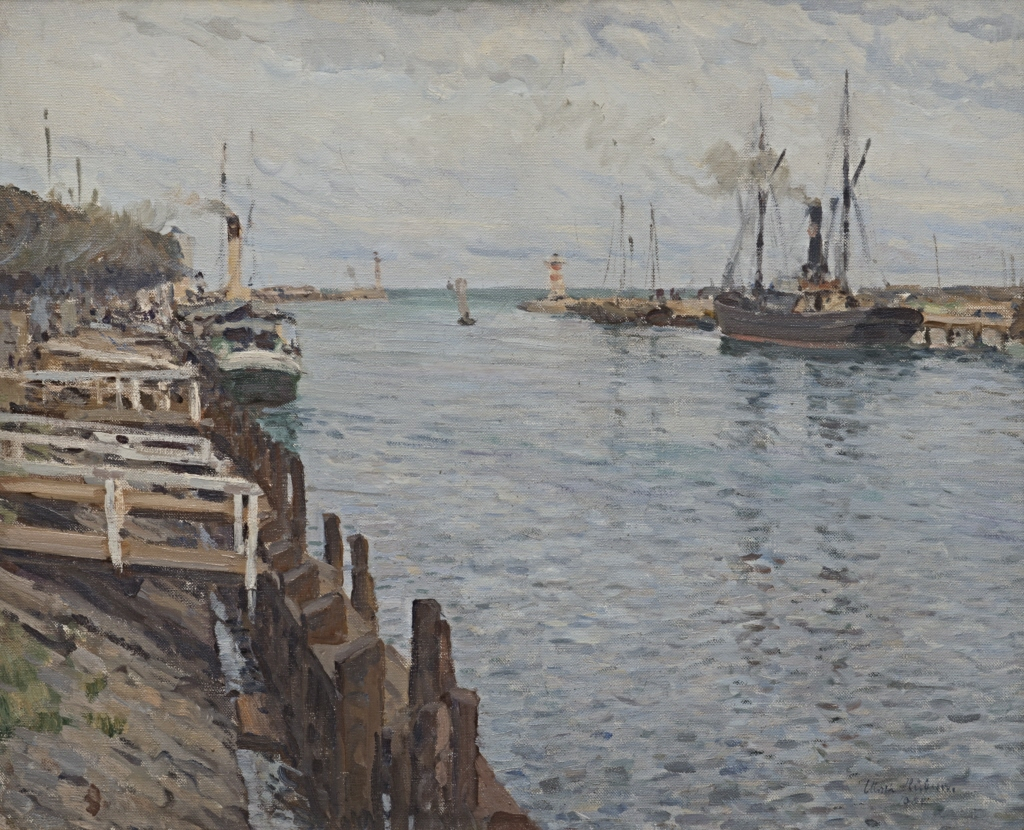
Ulrich Hübner - Hafeneinfahrt von Warnemünde - BG-M 12099-14 - Berlinische Galerie
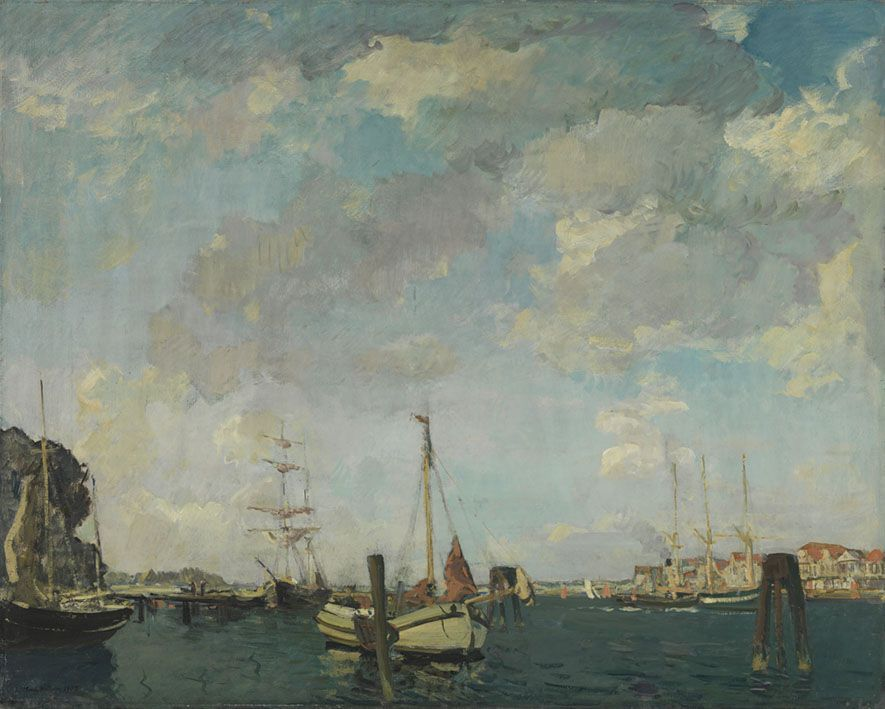
Ulrich Hübner - Stadt im Sonnenschein - 8589 - Bavarian State Painting Collections
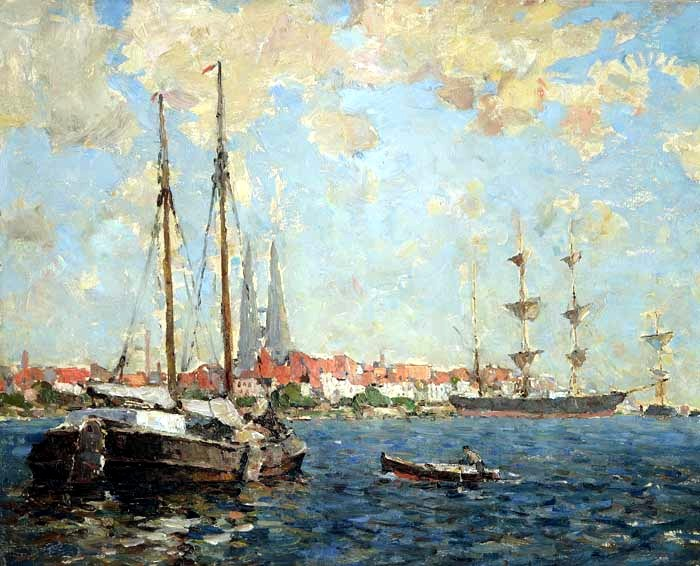
Ulrich Hübner - Travemünde-Lübecker Bucht
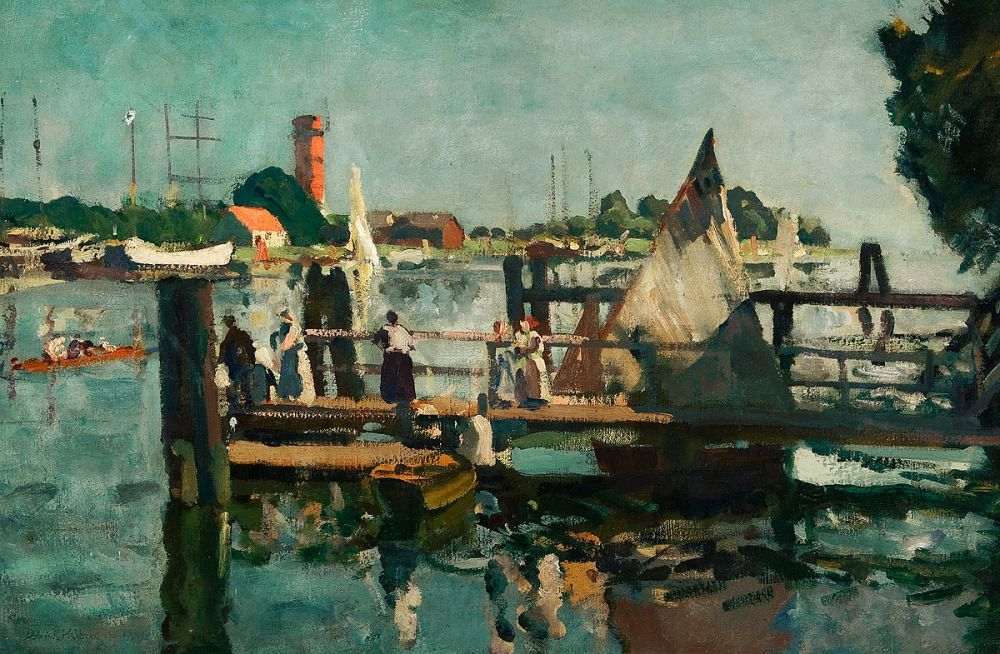
Ulrich Hübner Bootssteg bei Travemünde
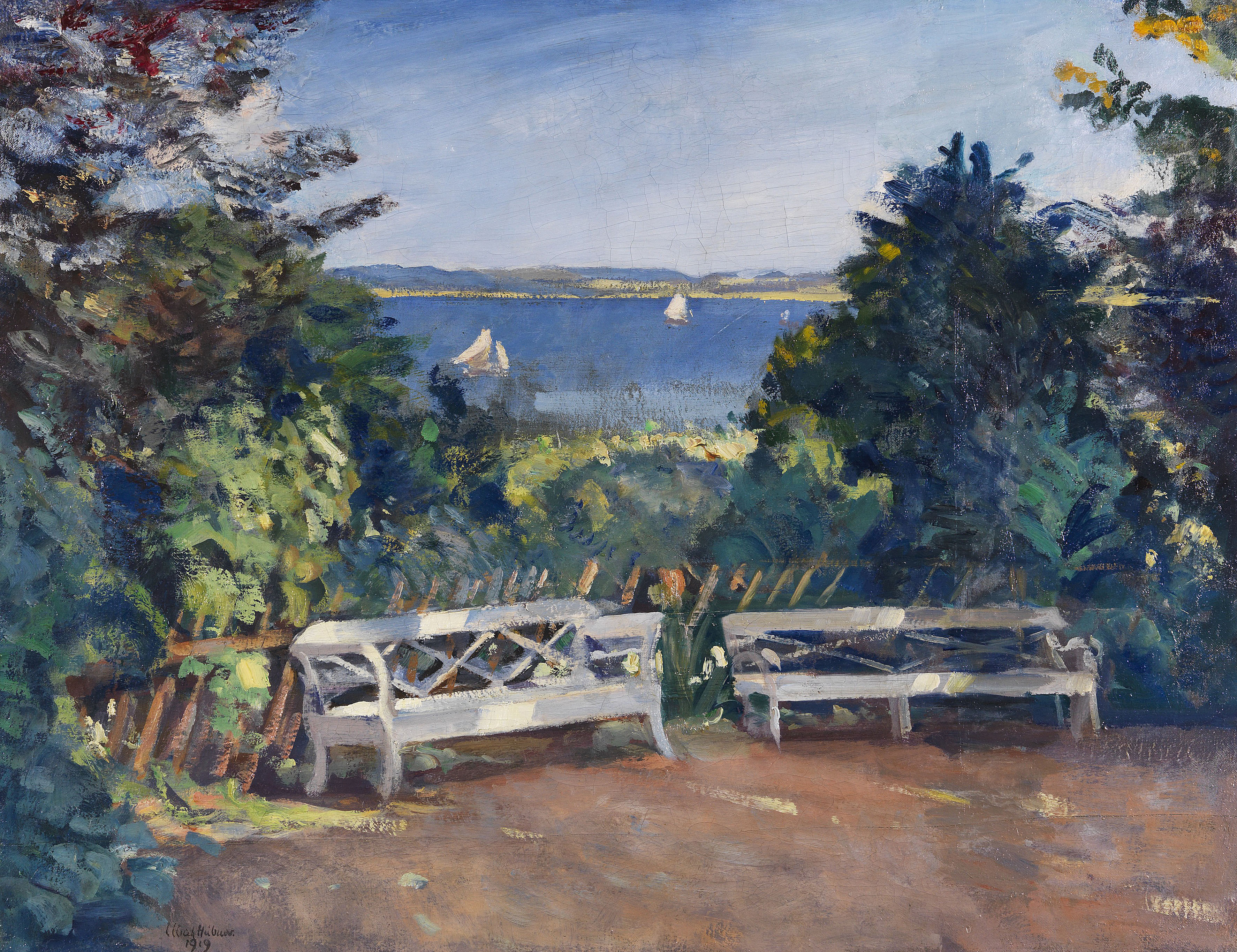
Ulrich Hübner Garten in Travemünde 1919
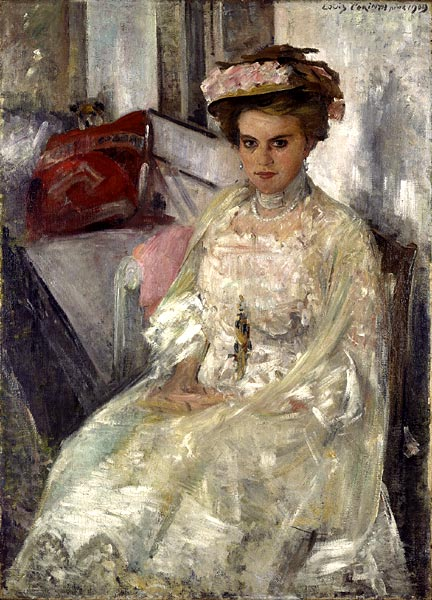
FrauDouglas(IrmaHuebner)1909
View on Lübeck
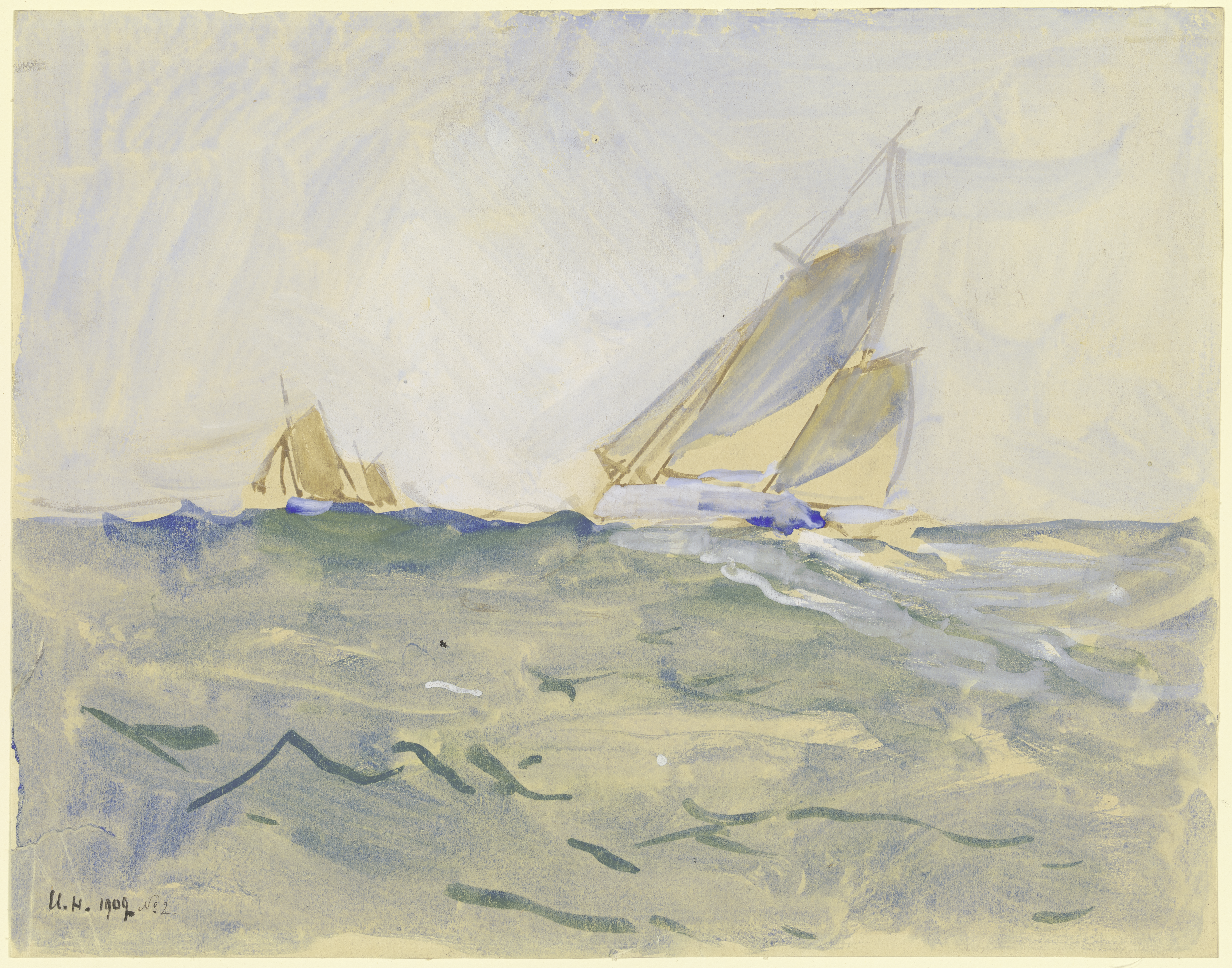
Choppy sea